# بیمارستان علی ابن ابیطالب
بیمارستان علی ابن ابیطالب واقع در بخش مرکزی
شهرستان رودان (دِهبارز) در جنوب ایران است. این بیمارستان در شهر (رودان) دهبارز واقع شده بیمارستانی دانشگاهی، درمانی است.

## تأسیس
«بیمارستان علی ابن ابیطالب» در سال ۱۳۶۹ خورشیدی باظرفیت ۴۰ تخت ثابت، تأسیس شده است، و در حال حاضر ۲۰ تخت دایر دارد.

## تخصصها
تخصصها وبخش‌های موجود در این بیمارستان عبارت‌اند از:
- داخلی
- جراحی عمومی
- زنان و زایمان
- کودکان